# 롯데렌탈
롯데렌탈 주식회사(영어: Lotte Rental)는 대한민국의 임대업으로,롯데그룹의 계열사이다.

## 역사 및 현황
1986년 5월, 한국통신진흥(주)로 설립되었으며, 설립 당시에는 정보통신기기를 임대하는 회사였다.
1989년 6월, 금호아시아나그룹이 미국의 세계 최대규모의 렌터카 회사 허츠와 제휴하여 렌터카 사업을 시작하였다. 당시 국내 렌터카업체 최초로 선진 시스템을 도입해 전국 140여 개 영업점에서 차량 38,000여대를 보유한 국내 최대 렌터카 업체로 성장하였다. 이 후 현재까지 시장 점유율 1위를 유지 중이다.
하지만 모기업의 대우건설, 대한통운 인수와 더불어 2008년 글로벌 금융위기로 어려워진 금호아시아나그룹의 자산매각 과정에서 2010년 그룹의 우량기업이였던 금호렌터카를 KT에 3,000억원에 매각하여 KT렌탈로 사업부가 흡수합병되었다.
2013년 4분기에 큰 적자를 내며 렌터카 사업부를 제외한 계열사들에 전반적인 실적이 악화되었고, 이듬해 황창규 대표이사의 신규 취임과 동시에 전임자 이석채 대표 시절의 부실을 털어내는 구조조정을 시작하였고 금호렌터카가 KT로 인수된지 5년만인 2015년 6월, 다시 1조 200억원에 롯데그룹에 매각하여 사명은 롯데렌탈로, 브랜드명은 롯데렌터카로 바뀌었다.
2014년 3월, 롯데오토옥션을 설립했다.
그 사이 2020년에는 한진그룹이 가졌던 렌터카 사업 부분을 인수하였고, 그 후 회사의 성장을 바탕으로 2021년 상장되었다.
2024년 롯데그룹이 주력사업 부진으로 롯데렌탈 경영권 지분 약 60.67%(예상 가격 1조 원에서 1조 원 중반대)을 매각하는 것을 검토하고 있다.

### 내용주
1. ↑  한국통신진흥의 설립일